# 刘章 (1939年)
刘章（1939年1月22日—2020年2月20日），原名刘玺，字尔玉，男，河北兴隆人，中国民间诗人。

## 生平
1939年1月22日出生于河北省兴隆县上庄村的贫困家庭，原名刘玺。不满周岁时，父亲在黑龙江被侵华日军害死。由于三光政策，家乡被划为无人区，在深山老林跟叔父长大。随后母亲改嫁。
刘玺在幼年接触抗日民歌和旧唱词，中学开始写诗。1956年毕业于兴隆中学，被保送升入承德高中，同年创作的十六行小诗《矿山之夜》在《承德群众报》发表；《我要做一个普通农民》在《人民日报》发表。随后，发生了反右运动，他因为支持流沙河而遭到批判。1957年末寒假没有返校，1958年4月办理退学手续，获肄业证书。此时又正值大跃进运动，他下乡劳动，同时以刘章为笔名，创作和发表诗歌，风格由自由体新诗转向民歌体。1958年10月在《诗刊》发表短诗《日出唱到太阳落》20首。年末到半壁山公社文化馆参加工作，1959年由天津百花文艺出版社发行首本诗集《燕山歌》，同年又有叙事诗集《五凤山之歌》问世。1960年与当地村女徐贞结婚。
1962年，奉省委书记张承先和省文联主席田间之命，还乡参加农业生产，同年加入中国作家协会并出版诗集《葵花集》。1965年加入中国共产党。1971年任上庄村党支部书记，1975年任兴隆县文化馆副馆长。1976年被借调到北京《诗刊》社工作，曾任作品组代组长。1977年12月到河北省歌舞剧院从事歌词写作，1982年调石家庄市文联，1983年任市文联副主席、市作协主席。曾任《诗刊》编委、《中华诗词》编委国际华文诗人笔会理事、《燕赵诗词》主编、河北省诗词协会副会长、中国歌谣学会副会长、中国乡土诗人协会会长、第五至七届河北省政协委员。1988年被评为一级作家，1993年开始享受国务院政府特殊津贴，1999年12月被评为河北省省管专家。
2020年2月20日11时在石家庄逝世，终年81岁。

## 作品
刘章的作品以兴隆及燕山风土人情为主要物质和精神资源。主要出版有《刘章诗选》《刘章自选诗》《刘章散文选》《刘章诗诃》《耕读随笔》《刘章绝句选》《白话格律诗》等诗文集。诗歌《寸草情》《山葡萄》《牧羊曲》等，以及散文《搭石》《饱山》等被选入教材读本。组诗《北山恋》1980年获全国首届中青年诗人新诗奖，歌词《知音歌》获中宣部第七届“五个一”工程奖。被诗坛誉为“中国当代新古典主义第一人”。
刘章在1967年文化大革命时期写就的一首没有阶级斗争内容的诗《牧羊曲》在1973年的《河北文艺》发表。2003年非典时期，写下《戴口罩的春天》。2008年汶川大地震后，写就《中华民族在灾难锤炼中向前》及《英雄少年篇》。

## 纪念
2014年，首届“中国兴隆·刘章诗歌奖”在刘章的家乡兴隆举办。该活动由河北省文化厅、承德市委宣传部主办，兴隆县委、县政府承办，每两年举行一次。